# Numero di identificazione del veicolo

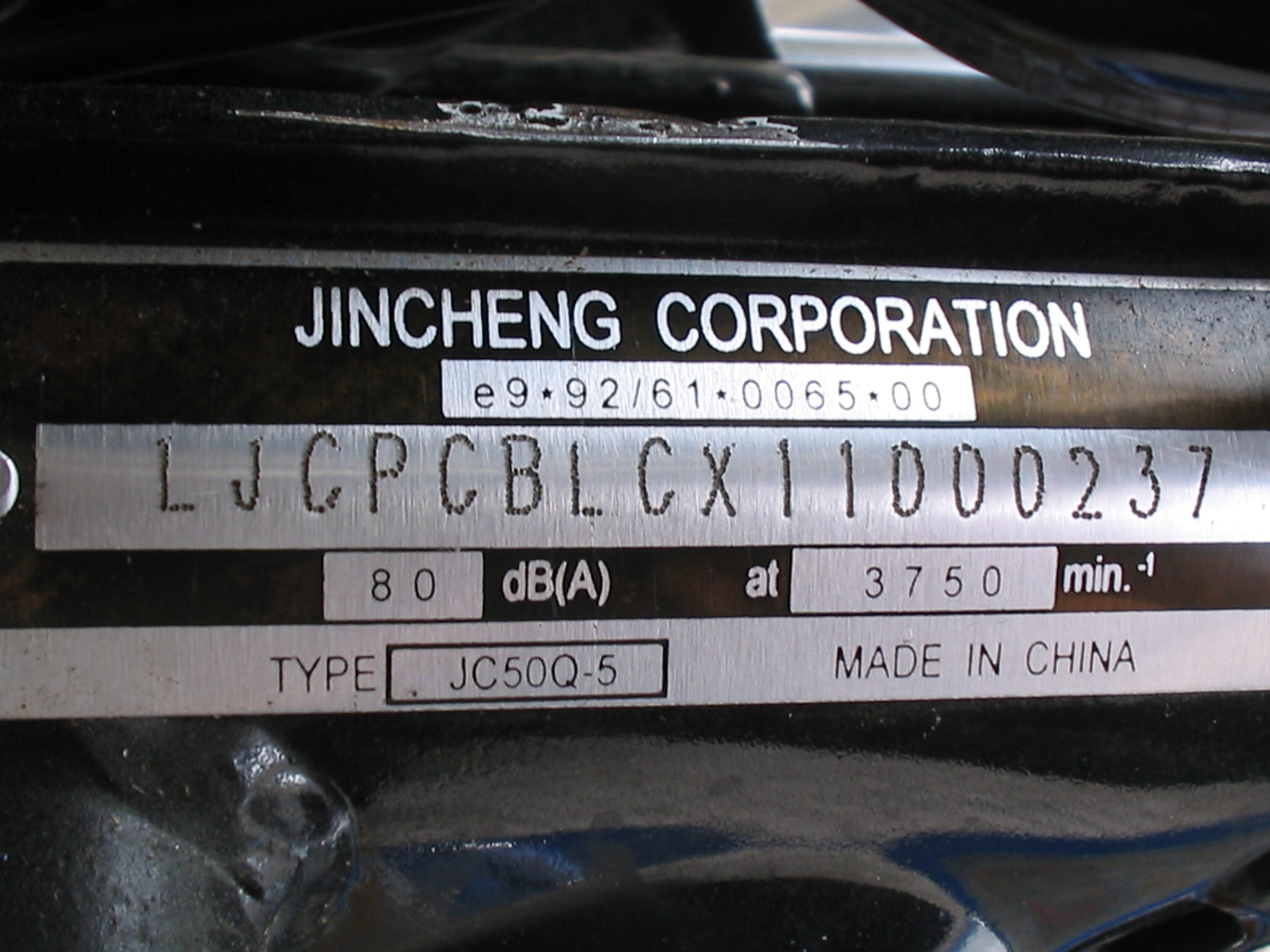
VIN su un ciclomotore di produzione cinese

Il numero di identificazione del veicolo, meglio noto come numero di telaio (in inglese: Vehicle Identification Number - VIN), è un codice univoco alfanumerico che include un numero di serie, utilizzato dal settore automobilistico per l'identificazione dei singoli autoveicoli, dei rimorchi, dei motocicli, degli scooter e dei ciclomotori.

## Storia
Il VIN è stato introdotto negli USA nel 1954; successivamente  la National Highway Traffic Safety Administration nel 1981 ha standardizzato il formato, fissando il codice a 17 caratteri non comprensivi delle lettere I (i), O (o), o Q (q) per evitare confusione con i numeri 1 e 0. Da allora vari Stati del mondo hanno adottato diversi standard.

## Standard mondiali
Nel mondo esistono almeno quattro standard di codifica del VIN.
- FMVSS 115, Parte 565: Utilizzato negli Stati Uniti e in Canada[4]
- ISO standard 3779: Utilizzato in Europa e in gran parte del mondo
- SAE J853: Molto simile allo standard ISO
- ADR 61/2 utilizzato in Australia e ispirato allo standard ISO 3779 e 3780[5]

### Codifica europea
Nella normativa europea il numero di telaio (VIN) è composto da tre sezioni:
- WMI, World Manufacturer Identifier : 3 caratteri alfanumerici identificativi assegnati a costruttore e relativa sede
- VDS, Vehicle Descriptor Section : 6 caratteri alfanumerici che descrivono le caratteristiche generali del veicolo
- VIS, Vehicle Indicator Section : 8 caratteri, di cui i primi 4 alfanumerici e i secondi 4 numerici, identificativi del singolo esemplare

## Punzonatura o ripetizione d'ufficio
In alcuni Stati è possibile effettuare una punzonatura o ripetizione di punzonatura d'ufficio del numero di telaio, ovvero eseguita dalla motorizzazione civile generalmente nei casi in cui il numero sia:
- stato inciso errato da costruttore
- sia divenuto illeggibile
- sia stato contraffatto
- sia stato lecitamente sostituito il telaio o sua parte contenente incisione identificativa

In questi casi la codifica può essere diversa da quella prevista standard per il VIN.

## Decodificatore VIN
Si tratta di un'applicazione web il cui algoritmo consente di decodificare le informazioni contenute nel numero di telaio (VIN) di un veicolo. A seconda della qualità dell’algoritmo sviluppato e delle fonti dei dati utilizzate, i decoder possono restituire quantità variabili di informazioni relative al veicolo analizzato. Anche la modalità di presentazione dei dati può variare. Tuttavia, queste informazioni sono generalmente disponibili sotto forma di un rapporto a pagamento sulla storia del veicolo, consultabile online oppure scaricabile in formato PDF.
Sulla base del numero VIN è possibile ottenere informazioni sull’equipaggiamento di fabbrica, le specifiche tecniche del veicolo, il chilometraggio, la cronologia dei tagliandi e la presenza di eventuali danni da incidenti stradali. Servizi di questo tipo sono offerti sia da piattaforme commerciali sia da enti pubblici.
Attualmente su internet sono disponibili diversi decoder VIN in lingua italiana, che permettono di effettuare verifiche sia a pagamento sia gratuitamente.
In Italia, il chilometraggio di un veicolo può essere verificato tramite i dati registrati durante le revisioni obbligatorie effettuate presso i centri autorizzati. È possibile richiedere un rapporto al Pubblico Registro Automobilistico (PRA) oppure utilizzare i servizi online dell’ACI, come il Portale dell’Automobilista.
È possibile consultare i dati relativi a un veicolo, inclusi i chilometri rilevati durante le revisioni, che in Italia sono obbligatorie ogni due anni dopo i primi quattro anni dalla data della prima immatricolazione, in conformità con quanto previsto dal Codice della Strada